# Quelque part au Soleil
Quelque part au Soleil è una raccolta postuma della cantante italo-francese Dalida, pubblicata nel 1988 e distribuita da Carrere.
L'album prende il nome dall'omonimo brano Quelque part au soleil, un Medley postumo di alcuni pezzi della cantante.
La raccolta venne distribuita sia in formato LP che in CD jewel case. In quest'ultima versione, commercializzata con una copertina differente (uguale a quella del 45 giri della canzone omonima all'album), sono presenti ulteriori cinque tracce (mentre non è stata inserita Génération 78): Notre façon de vivre, Non ce n'est pas pour moi, Histoire d'aimer, Va va va e J'aime.

## Tracce (LP)
Lato A
1. Quelque part au soleil (medley) – 7:12
2. Remember... c'était loin – 4:03
3. Tu m'as déclaré l'amour – 2:50
4. Le slow de ma vie – 3:53
5. Vado via – 3:40

Lato B
1. Génération 78 (medley) – 7:00
2. Ça me fait rêver (medley) – 15:00

## Tracce (CD)
1. Quelque part au soleil (medley)
2. Remember... c'était loin
3. Tu m'as déclaré l'amour
4. Vado via
5. Le slow de ma vie
6. Notre façon de vivre
7. Non, ce n'est pas pour moi
8. Histoire d'aimer
9. Va va va
10. J'aime
11. Ça me fait rêver (medley)